# 40歳を過ぎたら自分の顔に責任を持て
40歳を過ぎたら自分の顔に責任を持て（40さいをすぎたらじぶんのかおにせきにんをもて）は、エイブラハム・リンカーンによって残された言葉。

## 概要
リンカーンに対して有能であると強力に推薦された閣僚候補の人物がいたのであるが、リンカーンはその人物を顔つきが悪いということを理由として断ったときの言葉が由来となっている。この顔が気に入らないということを理由として断ったことに対して推薦をした人は、本人の責任ではなく生まれつきだから親の責任なのではと言い返した。これに対してリンカーンは、40歳を過ぎたら自分の顔に責任を持てと言い返した。
リンカーンの教えによると、顔というのは親から与えられるものなのであるが、40歳を過ぎるころから経験の重みや、他人を受容する気持ちや、自分に対する確信が顔に現れてくるとのことである。40歳を過ぎてからは、このようにして出来上がった自分の顔には責任を持たなければならないということである。
人間というのは40歳を過ぎればその顔には、それまでの生き様や考え方が自然と表情に表れるものである。その人の顔を見れば、いつも笑顔でい続けた人か仏頂面でい続けた人であるのかは、笑いじわがたくさんあるのかしかめっ面じわがたくさんあるのかから分かるということである。
顔立ちというのは人間には美醜についてある共通の判断があるかも知れず、古今東西を問わずに美男美女には共通する要素があるかもしれないため、現実を冷静に見れば親の遺伝子に基づく制約や条件の下にあるため、自分ではどうすることもできず宿命である。一方で顔付きとは本人の知情意の実態と日々の生活を如実に反映しているため、顔付きとはその人の人格を表している。人格というのは動物的本性を人間としての品位の仮面で装い倫理的な人間の尊厳である。そして人格というのは多種多様であるため、好奇心に満ちていたり、知性や自信にあふれていたり、優しさや慈愛を感じられたり、意地悪で疑い深いや、高慢で攻撃的や、謙虚で従順など様々である。このように顔付きとは個性の凝縮であるため責任を持つべきなのである。